# Toše Proeski
Todor Toše Proeski (Prilep, 25. siječnja 1981. – Nova Gradiška, 16. listopada 2007.), bio je sjevernomakedonski pjevač pop i narodne glazbe.
Zvali su ga makedonskim Pavarottijem i makedonskim Oliverom.

## Životopis
Preci Toše Proeskog su Cincari, čije je pravo prezime bilo Proja, koje je njegova obitelj promijenila u Proeski kako bi bilo u duhu makedonskoga jezika. Toše je namjeravao vratiti svoje pravo prezime natrag, ali ga je u tome spriječila tragična smrt. Od ranoga je djetinjstva pokazivao ljubav prema glazbi. Glazbeni talent naslijedio je od oca Nikole i majke Domenike. Glazbeno obrazovanje dobio je u glazbenoj školi te na skopskoj Muzičkoj akademiji. Do diplome su mu nedostajala samo dva ispita. Te ispite planirao je položiti na proljeće 2008., a najviše ga veselio diplomski rad – cjelovečernji klasični koncert. Glazbenim finesama podučavao ga je profesor William Riley u New Yorku, gdje je išao na glazbeno usavršavanje. Kod istog je učitelja svojedobno išao i jedan od triju tenora, Luciano Pavarotti.

## Karijera
Na prvom nastupu, kao desetogodišnjak, pjevao je „Ave Mariju” i ostavio publiku bez daha. Studirao je solo pjevanje i bio je jedan od najboljih studenata. Karijeru pop pjevača počeo je s 15 godina, kada je sudjelovao na festivalu "Makfest". Godinu dana poslije počinje glazbenu suradnju s Grigorom Koprevom, što se pokazalo dobitnom kombinacijom. Pjesme "Usne na usnama" i "Sunce u tvojoj zlatnoj kosi" otvaraju mu vrata makedonske glazbene scene. U vrlo uspješnoj 1999. godini izdao je prvi album, Negdje u noći, i održao svoj prvi samostalni koncert. Usprkos tomu što je nizao uspjehe, ostao je skroman. Kako je počeo pjevati u tinedžerskoj dobi, obožavatelji su ga zasipali plišanim igračkama, kojih je imao napretak, pa je jednu posebnu sobu u svojoj kući u Kruševu imao samo za njih. Njegova je rodna kuća, zahvaljujući njegovoj popularnosti, postala turistička atrakcija. Pobijedio na međunarodnom glazbenom festivalu "Slavjanski bazar" u Bjelorusiji 2000. godine.
Godine 2002., kreće na turneje izvan granica Makedonije. Velike uspjehe ostvaruje prvo u Srbiji i Crnoj Gori, Bosni i Hercegovini, a kasnije i u Hrvatskoj i Sloveniji. Glazbeni kritičari su ga nazivali pjevačem anđeoskog glasa. No, veliku popularnost nije stekao samo iznimnim glasovnim mogućnostima. Tako je 2003. godine dobio humanitarnu nagradu Majke Tereze za svoje brojne humanitarne nastupe. Kao UNICEF-ov veleposlanik dobre volje pomagao je djeci. Njegova pjesma "This world", snimljena 2004. postala je UNICEF-ova himna. 
Još veću slavu stekao je nakon nastupa na Eurosongu 2004. u Turskoj s pjesmom "Life", gdje je osvojio 14. mjesto. Mnogi se makedonski pjevači na makedonskom natjecanju za pjesmu Eurovizije nisu ni prijavili, uvjereni u Tošetovu pobjedu, dajući mu time iznimno priznanje kao pjevaču.
Na hrvatsko tržište probija se 2004., zahvaljujući suradnji s Tonijem Cetinskim, s pjesmom "Lagala nas mala". On ga je pozvao i da mu gostuje na turneji. Sve popularniji postaje izdavanjem albuma na hrvatskom jeziku Dan za nas, čime je dobio priliku da se čuje u hrvatskom eteru. Hrvatska publika brzo ga je prihvatila i zavoljela, a najbolji pokazatelj je izbor prema kojem je Toše Proeski izabran za najboljeg hrvatskoga pjevača i izvođača, iako nije hrvatskog podrijetla. Imao je četrdesetak pjesama na hrvatskom jeziku i 40 tisuća prodanih albuma u Hrvatskoj u posljednje dvije godine. Jedini je inozemni pjevač, koji je osvojio glavnu nagradu Hrvatskog radijskog festivala. Nakon pobjede na HRF-u rekao je, da mu nagrade nisu važne, već da pjeva za publiku: »Ljubav, tolerancija i to da svoj život živimo kao da ćemo živjeti milijun godina, to nas činu ljudima». Imao je velike hitove u duetima s Gocom Tržan, Esmom Redžepovom, Tonijem Cetinskim i Antonijom Šolom, koja je za njega napisala i možda njegov najveći hit "Srce nije kamen". To je bila najizvođenija skladba na hrvatskim radijskim postajama 2006. godine. Posljednjih godina je trijumfirao na brojnim festivalima u državama bivše Jugoslavije. Toše nije nikad zaboravio svoje makedonske korijene, a makedonskoj narodnoj glazbi posvetio je album Božilak (duga), gdje je najdojmljivija izvedba pjesme "Zajdi, zajdi, jasno sonce".

## Diskografija

### Studijski albumi
- 1999. - Nekade vo nokta
- 2000. - Sinot božji
- 2002. - Ako me pogledaš u oči
- 2004. - Dan za nas
- 2005. - Pratim te
- 2006. - Božilak
- 2007. - Igra bez granica

### Kompilacijski albumi
- 2009. - The hardest thing
- 2009. - Trilogy
- 2010. - Toše i Prijatelji
- 2011. - So ljubov od toše

### Singlovi
| Godina | Naslov                                     | Plasman | Album             |
| Godina | Naslov                                     | HR      | Album             |
| ------ | ------------------------------------------ | ------- | ----------------- |
| 2006.  | "Srce nije kamen"                          | 1.      | Igra bez granica  |
| 2007.  | "Volim osmijeh tvoj" (feat. Antonija Šola) | 1.      | Igra bez granica  |
| 2007.  | "Ubijaš me usnama"                         | 1.      | Igra bez granica  |
| 2007.  | "Veži me za sebe"                          | 1.      | Igra bez granica  |
| 2007.  | "Igra bez granica"                         | 1.      | Igra bez granica  |
| 2008   | "Još i danas zamiriše trešnja"             | 1.      | Igra bez granica  |
| 2008   | "Nesanica"                                 | 1.      | Igra bez granica  |
| 2008   | "The Hardest Thing"                        | 1.      | The Hardest Thing |
| 2009.  | "Srećo ne krivi me"                        | 1.      | The Hardest Thing |
| 2010.  | "Još uvijek sanjam da smo zajedno"         | 1.      | The Hardest Thing |

## Smrt
Toše Proeski poginuo je u prometnoj nesreći 16. listopada 2007. godine u 27. godini života oko 6:20 sati kod Nove Gradiške na autocesti A3 Zagreb – Lipovac, na putu iz Skopja prema Zagrebu. Naime, njegov prijatelj i vozač, 32-godišnji Georgij Georgijevski, izgubio je kontrolu nad osobnim automobilom marke Volkswagen Touareg i udario u teretni kamion. Toše je smrtno stradao na licu mjesta, zbog ozljeda vratne kralježnice. Njegova menadžerica 49-godišnja Ljiljana Petrović zadobila je lakše, tjelesne ozljede, a vozač teže tjelesne ozljede. U trenutku sudara svi su spavali, uključujući i vozača. Prema prvim informacijama nisu bili vezani zaštitnim pojasevima, no to se kasnijim službenim vještačenjem demantiralo. U sudaru se nisu aktivirali zračni jastuci.
Ova se vijest brzo proširila balkanskim medijima, a kasnije su je prenijele i neke uglednije televizijske postaje. Makedonska televizija prekinula je emitiranje programa, kako bi objavila vijest o njegovoj smrti. U toj je zemlji 17. listopada proglašen danom žalosti. Koliko je bio cijenjen u svojoj domovini, govori podatak da je predsjednik države nakon vijesti o pogibiji dao izvanrednu izjavu te se uputio na trg i zapalio svijeću. Isto je učinio i premijer. Predsjednik parlamenta kroz suze priopćio javnosti o odgodi rada parlamenta, a svoju izjavu za javnost dao je i poglavar Makedonske pravoslavne crkve. Svi su makedonski kafići, radijske i televizijske postaje spontano puštali samo njegove pjesme.
Svoj je posljednji intervju dao večer prije pogibije, u emisiji "Vrteleška" Vesne Petruševske, u kojem je između ostalog iznio i svoje planove u budućnosti, koji se igrom sudbine neće moći ostvariti. Sama voditeljica istaknula je da je Toše bio nešto najbolje što je Makedonija imala u posljednjih 50 godina i da je cijela država s nevjericom primila tragičnu vijest, te da su gotovo svi građani odmah po primitku vijesti, došli mu iskazati počast paljenjem svijeća u Skoplju i Kruševu.
Toše je ispraćen 17. listopada uz nazočnost obitelji te mnogobrojnih štovatelja, prijatelja i glazbenih suradnika s cijelog prostora Balkana.
Po njemu je stadion u Skoplju nazvan “Nacionalna arena Toše Proeski”.

## Toše ukratko
- 25. siječnja 1981. – rođen je u Prilepu u Makedoniji
- 1996. – započinje njegova profesionalna karijera
- 1996. – pojavljuje se u holivudskom hitu Mirotvorac u prvoj sceni s njegovom najdražom glumicom, Nicole Kidman
- 1999. – izdaje album prvijenac Negdje u noći (Nekade vo nokta)
- 2000. – izdaje drugi album, Sinot Božji
- 2001. – prvi rasprodani koncert u beogradskom Sava centru
- 2001. – započinje suradnju s menadžericom Ljiljanom Petrović i izdaje treći album, Ako me pogledaš u oči
- 2003. – postaje UNICEF-ov veleposlanik dobre volje
- 2003. – osvaja priznanje za humanitarni rad – Statuu Majke Tereze
- 2004. – nastupa na izboru za Pjesmu Eurovizije – 14. mjesto s pjesmom "Life"
- 2004. – objavljuje album Dan za nas
- 2005. – objavljuje album Pratim te
- 2006. – pjesma "Srce nije kamen" postala najizvođenija pjesma u hrvatskom eteru
- 2006. – u Makedoniji izlazi strip "Super Toše", gdje je on prikazan kao junak koji se bori protiv piratstva
- 2007. – pobjeđuje na finalnoj večeri Hrvatskog radijskog festivala na Hvaru
- 2007. – s Antonijom Šolom snima pjesmu "Volim osmijeh tvoj" za kampanju koja djecu podučava pranju zubi
- 5. listopada 2007. – na Gradskom stadionu u Skoplju održao posljednji veliki koncert

## Galerija
- Toše na Pjesmi Eurovizije u Istanbulu 2004.
- Čuvši za pogibiju Toše Proeskog, njemu u spomen građani su u središtu Skoplja palili svijeće i ostavljali cvijeće
- Spomen-dom »Toše Proeski« u Kruševu
- Unutrašnjost spomen-doma »Toše Proeski« u Kruševu
- Posljednje počivalište Toše Proeskog na groblju Gumenj u Kruševu

## Vanjske poveznice

### Sestrinski projekti
|  | Zajednički poslužitelj ima još gradiva o temi Toše Proeski |

### Mrežna sjedišta
- Encyclopaedia Britannica (Online): Toše Proeski (životopis) (engl.)
- Croatian World Network – Toše Proeski (In Memoriam) (engl.) (hrv.)
- Toše Proeski (1981-2007) – Official Fan Club (engl.) (hrv.)
- In memoriam - Toše Fan Club  Arhivirana inačica izvorne stranice od 11. siječnja 2013. (Wayback Machine) (hrv.)
- last-memories.com – Todor Toše Proeski (1981-2007) (engl.) (hrv.)
- unicef.org - UNICEF joins in mourning the tragic loss of Tose Proeski  Arhivirana inačica izvorne stranice od 20. veljače 2008. (Wayback Machine) (engl.)
- www.myhero.com - MUSICIAN HERO: Todor Proeski (engl.)
- Discogs: Toše Proeski (diskografija) (engl.)